# Louis Calhern
Louis Calhern (născut ca Carl Henry Vogt, la 19 februarie 1895, Brooklyn, New York - d. 12 mai 1956, Tokio, Japonia) a fost un actor american.

## Filmografie
- What's Worth While? (1921)
- Too Wise Wives (1921)
- The Blot (1921)
- The Road to Singapore (1931)
- Blonde Crazy (1931)
- Night After Night (1932)
- 20,000 Years in Sing Sing (1932)
- Diplomaniacs (1933)
- Frisco Jenny (1933)
- Duck Soup (1933)
- The Affairs of Cellini (1934)
- The Count of Monte Cristo (1934)
- The Last Days of Pompeii (1935)
- The Life of Emile Zola (1935)
- Fast Company (1938)
- 5th Ave Girl (1939)
- Heaven Can Wait (1943)
- The Bridge of San Luis Rey (1944)
- Notorious (1946)
- Arch of Triumph (1948)
- The Red Pony (1949)
- The Red Danube (1949)
- A Life of Her Own (1950)
- The Magnificent Yankee (1950)
- Nancy Goes to Rio (1950)
- Annie Get Your Gun (1950)
- The Asphalt Jungle (1950)
- Devil's Doorway (1950)
- The Man with a Cloak (1951)
- Invitation (1952)
- We're Not Married! (1952)
- The Prisoner of Zenda (1952)
- Julius Caesar (1953)
- Rhapsody (1954)
- Executive Suite (1954)
- The Student Prince (1954)
- Betrayed (1954)
- Athena (1954)
- Men Of The Fighting Lady (1954)
- Blackboard Jungle (1955)
- The Prodigal (1955)
- Forever, Darling (1956)
- High Society (1956)